# Öster-Krutsjötjärnen
Öster-Krutsjötjärnen är en sjö i Åsele kommun i Lappland och ingår i Ångermanälvens huvudavrinningsområde.